# Volkspark (Enschede)

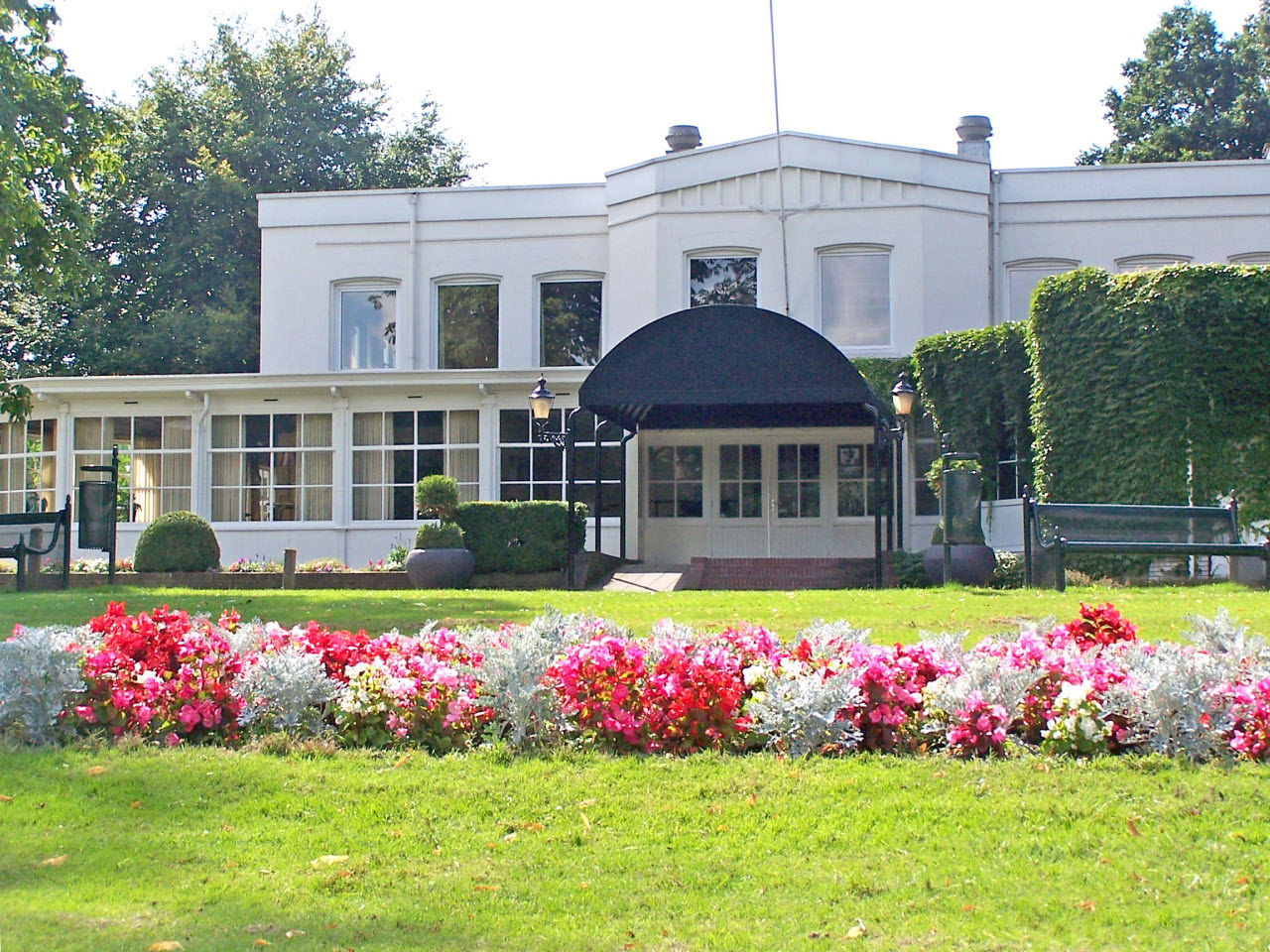
Het parkgebouw van Moll

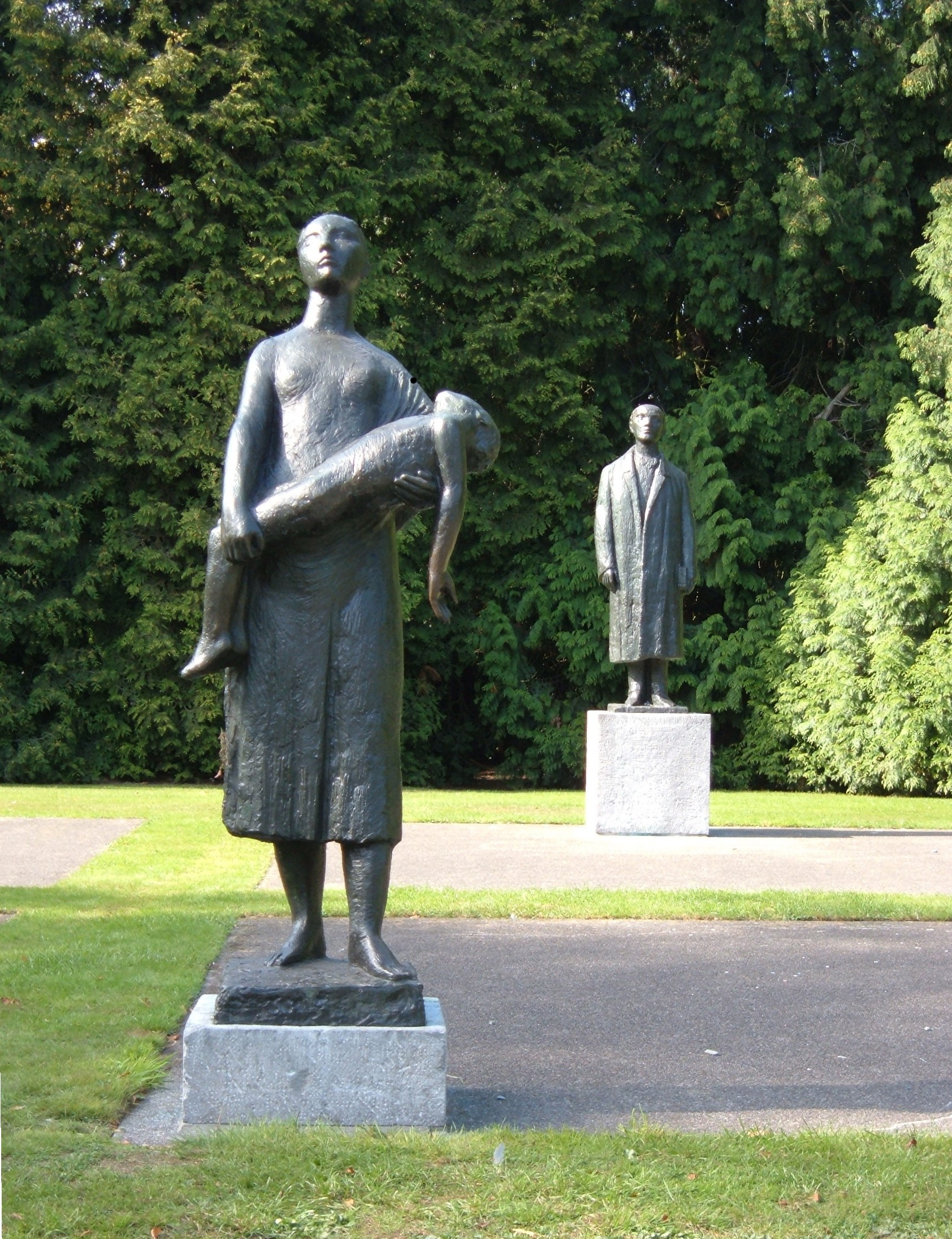
Vrouw met kind op de arm, onderdeel van oorlogsmonument

Het Volkspark in Enschede werd ingericht in 1872. De feestelijke opening was op 2 mei 1874. Dit oudste openbare Volkspark in Nederland is een geschenk van Hendrik Jan van Heek (1814-1872). Zijn legaat maakte de inrichting van het park mogelijk op het voormalig landgoed Goolkate. Het oorspronkelijke gedeelte is ontworpen in Engelse landschapstijl door Dirk Wattez (1833-1906), ontwerper van veel tuinen in Twente. Kenmerkend voor Wattez' werk zijn onder meer de sterk slingerende serpentinevijvers. Zijn zoon Pieter (1871-1953) restaureerde veel van zijn werk en gebruikte daarbij ook zichtassen.
In 1873 is het Volksparkgebouw gerealiseerd, door Jacobus Moll (1844-1887) ontworpen. In 1881-1882 is er bijgebouwd aan de noordzijde. Ook is er een restaurant gevestigd. De grote vijver heeft een fontein die 23 meter hoog spuit. In het park staat op een landtong tussen de vijvers een zandstenen gedenkzuil in de stijl van de neorenaissance (1874) ter herinnering aan Hendrik Jan van Heek. Verder is er het oorlogsmonument van Enschede: een beeldengroep van Mari Andriessen, waar ieder jaar op 4 mei de plechtigheid van de Nationale Dodenherdenking plaatsvindt.
Met Pasen en in de herfst is er een kermis, die een inkomen genereert waarmee het park en het gebouw onderhouden worden.
In 2006 is het park uitgebreid met de 3,5 hectare sportvelden die al sinds 1906 bij het park hoorden. Op 12 mei 2007 was de officiële opening van dit gedeelte.
Jaarlijks wordt in het park het evenement Kunst in het Volkspark gehouden waarbij ongeveer 130 kunstenaars hun werken exposeren en bezoekers geen entree betalen.